# Nørremaj
Nørremaj er et  vildtreservat der ved østkysten af  Sønderjylland ud til  Lillebælt, øst for Haderslev, i Haderslev Kommune. Det ligger mellem kystlagunen Bankel Nor og havet, og er en del af Natura 2000-område nr. 112 Lillebælt og er både habitatområde, fuglebeskyttelsesområde og ramsarområde. Reservatet har et areal på  117 hektar, hvoraf de 97 ha ligger på land og resten er ferskvand, bl.a Løbet der forbinder  noret med havet. Reservatets, der består af strandenge og mere overdrevsagtige strandenge, hvor der er gode ynglelokaliteter for fugle, og  formålet er at beskytte fuglelokaliteterne Nørremaj og Flovt Sande, og derfor er færdsel forbudt fra 15. marts til 15. juli.